# Villa Hayes
Villa Hayes este un oraș din departamentul Presidente Hayes, Paraguay.